# Birgit Nilsson
Birgit Nilsson (Västra Karup, 17. svibnja 1918. – Bjärlöv, 25. prosinca 2005.) - švedska operna pjevačica, jedna od najpoznatijih sopranistica nakon Drugog svjetskog rata.
Debitirala je 9. listopada 1946. u Stockholmu u ulozi Agathe u predstavi "Der Freischütz". Godine 1947., igrala je Lady Macbeth na Kraljevskoj operi u Stockholmu. Birgit Nilsson prvenstveno je međunarodno poznata po svojoj ulozi u operi Turandot od Puccinija te po ulogama Izolde i Brünnhilde u operama Richarda Wagnera u njegovom kazalištu u Bayreuthu. Godine 1984. otišla je u mirovinu.
Dobila je ekskluzivno odlikovanje danskog kralja "Ingenio et Arti".
Birgit Nilsson umrla je 25. prosinca 2005.
Godine 2009., utemeljena je glazbena nagrada pod njenim imenom za "izvanredan doprinos svijetu opere." Prvi dobitnik bio je Placido Domingo. 
Kuma broda hrvatske proizvodnje M/S Frans Suell.